# Englands damlandslag i volleyboll
Englands damlandslag i volleyboll (engelska: England women's national volleyball team) representerar England i volleyboll på damsidan. Laget slutade på 18:e plats i EM 1971. Spelare från England spelade under tiden kring OS 2012 i Storbritanniens damlandslag i volleyboll, som i egenskap av värd deltog i den olympiska volleybollturneringen. Lagets deltagande i internationella mästerskapet har varit mycket begränsat, men de har vunnit Brittiska mästerskapen och Novotel Cup flera gånger.

### Fotnoter
1. ↑  ”1971 Senior European Championships” (på engelska). Confédération Européenne de Volleyball. https://www-old.cev.eu/Competition-Area/competition.aspx?ID=300&PID=623. Läst 26 februari 2023.
2. 1 2 3 4 5 6 7  Veronika Čuňočková. ”Projekt športovej akcie nadregionálneho významu” (på tjeckiska). https://is.muni.cz/th/d1vbk/Cunockova_DP.pdf. Läst 12 november 2023.
3. 1 2 3 4  Ian Cooper. ”Senior Women” (på engelska). Volleyball England. https://www.volleyballengland.org/uploads/docs/Senior%20Women.xlsx. Läst 13 november 2023.
4. 1 2 3 4 5 6 7 8 9 10 11 12 13 14 15  ”HISTORY” (på engelska). Fédération Luxembourgeoise de Volleyball. https://novotelcup.lu/home/history. Läst 12 november 2023.
5. ↑  Senaste tillfället då någon kontrollerade att de inmatade tabelluppgifterna stämmer. Uppgifter kan ha matats in senare utan att kontrolleras av någon annan
6. ↑  Todor Krastev (21 mars 1971). ”Women Volleyball VIII European Championship 1971 Reggio Emilia (ITA) - 23.09-01.10 Winner Soviet Union” (på engelska). Sport Statistics. Arkiverad från originalet den 27 juni 2015. https://web.archive.org/web/20150627061123/http://todor66.com/volleyball/Europe/Women_1971.html. Läst 29 juni 2015.